# Mentha suaveolens
La Mentha suaveolens è una pianta erbacea rustica e perenne. In condizioni favorevoli può addirittura diventare infestante.
Ha un forte odore e un sapore simile a quello dell'ananas. La varietà Mentha suaveolens "Variegata" ha foglie marginate di bianco e un profumo asprigno di mela.